# Jamaicai mangókolibri
A jamaicai mangókolibri (Anthracothorax mango) a madarak osztályának sarlósfecske-alakúak (Apodiformes) rendjébe és a kolibrifélék (Trochilidae) családjába tartozó faj.

## Rendszerezése
A fajt Carl von Linné svéd természettudós írta le 1758-ban, a Trochilus nembe Trochilus mango néven.

## Előfordulása
A Nagy-Antillák szigetcsoporthoz tartozó Jamaica területén honos. Természetes élőhelyei a szubtrópusi és trópusi síkvidéki és hegyi esőerdők, mangroveerdők és száraz cserjések, valamint másodlagos erdők, ültetvények és vidéki kertek. Magassági vonuló.

## Megjelenése
Testhossza 12 centiméter.

## Életmódja
Nektárral táplálkozik.

## Természetvédelmi helyzete
Az elterjedési területe kicsi, egyedszáma ismeretlen. A Természetvédelmi Világszövetség Vörös listáján nem fenyegetett fajként szerepel.